# Lõpe (Alutaguse)
Lõpe is een plaats in de Estlandse gemeente Alutaguse, provincie Ida-Virumaa. De plaats heeft de status van dorp (Estisch: küla).
Tot in oktober 2017 hoorde Lõpe bij de gemeente Iisaku. In die maand werd Iisaku bij de fusiegemeente Alutaguse gevoegd.

## Bevolking
De ontwikkeling van het aantal inwoners blijkt uit het volgende staatje:
| Jaar            | 2000 | 2009 | 2011 | 2017 | 2019 | 2020 | 2021 |
| --------------- | ---- | ---- | ---- | ---- | ---- | ---- | ---- |
| Aantal inwoners | 9    | 6    | 6    | 6    | 6    | 6    | 5    |

## Geografie
Lõpe ligt ten noordwesten van Iisaku, de hoofdplaats van de gemeente. De rivier Rannapungerja en de Tugimaantee 35, de secundaire weg van Iisaku via Tudulinna naar Avinurme, komen door Lõpe.
In Lõpe staat de Taga-Roostoja tamm of Katmani tamm, een zomereik met een omtrek van 5,57 meter en een hoogte van 27 meter.

## Geschiedenis
Lõppe werd in 1844 voor het eerst genoemd onder de naam Loppe, een boerderij op het landgoed van Mehntack (Mäetaguse). In 1900 werd Lõpe genoemd als dorp onder de Russische naam Леппе (Leppe).